# San Diego (film 1912)
San Diego è un cortometraggio muto del 1912 diretto da Allan Dwan.

## Trama
Alcune rare e splendide vista di San Diego con il suo bellissimo porto, le sue strade e i suoi commerci.

## Produzione
Il film fu prodotto dall'American Film Manufacturing Company.

## Distribuzione
Distribuito dalla Film Supply Company, il film - un breve documentario di cento metri - uscì nelle sale cinematografiche USA il 22 luglio 1912. Nelle proiezioni, veniva programmato con il sistema dello split reel, accorpato in un'unica bobina con un altro cortometraggio prodotto dall'American Film Manufacturing Company, il western Indian Jealousy.